# Louis Pfenninger
Louis Pfenninger (Bülach, 1 de novembre de 1944) és un ciclista suís, ja retirat, que fou professional entre 1965 i 1975.
Actiu durant un període en què els ciclistes suïssos eren poc nombrosos, Louis Pfenninger limita les seves ambicions de triomf a la Volta a Suïssa i el Tour de Romandia. Els seus principals èxits els aconseguirà a la Volta a Suïssa, que guanyarà dues vegades (1968 i 1972) i quatre vegades més estarà al podi. També guanyà el Campionat de Suïssa de contrarellotge de 1970 i el de ruta de 1971.

## Palmarès
- 1968
  - 1r de la Volta a Suïssa
  - 1r als Sis dies de Mont-real (amb Fritz Pfenninger)
- 1969
  - 1r del Tour del Nord-oest
- 1970
  -  Campió de Suïssa de contrarellotge
- 1971
  -  Campió de Suïssa en ruta
  - 1r als Sis dies de Zuric (amb Klaus Bugdahl i Dieter Kemper)
  - Vencedor de 2 etapes de la Volta a Suïssa
- 1972
  - 1r de la Volta a Suïssa i vencedor de 2 etapes
- 1975
  - 1r al Gran Premi de Ginebra

### Resultats al Giro d'Itàlia
- 1968. 14è de la classificació general
- 1970. 52è de la classificació general
- 1971. 41è de la classificació general
- 1972. 19è de la classificació general
- 1973. 49è de la classificació general
- 1974. 32è de la classificació general
- 1975. 19è de la classificació general

### Resultats al Tour de França
- 1967. 70è de la classificació general